# Three Folk Sketches
Three Folk Sketches is een compositie voor harmonieorkest of fanfareorkest van de Nederlandse componist Henk van Lijnschooten. Deze compositie is geschreven in opdracht van de Stichting Overkoepeling Nederlandse Muziek Organisaties (SONMO).
Het werk is op langspeelplaat opgenomen door de Koninklijke Militaire Kapel onder leiding van Jan van Ossenbruggen.